# Eddie Axberg
Jan Eddie Axberg, född 9 juli 1947 i Stockholm, är en svensk skådespelare och ljudtekniker.                                                                                     
Eddie Axbergs mest betydande roll är förmodligen den som Karl-Oskars yngre bror Robert (i filmerna Utvandrarna och Nybyggarna) som utvandrar till Amerika för att söka lyckan.
Axberg har även gjort stora insatser som ljudtekniker och medverkat i ett stort antal produktioner.

## Filmografi
- 1961 – Briggen Tre Liljor
- 1961 – Kan du läxan
- 1962 – Torpet
- 1962 – Biljett till paradiset
- 1963 – Nattvardsgästerna
- 1964 – Vi på Saltkråkan (TV-serie)
- 1965 – Modiga mindre män
- 1966 – Här har du ditt liv
- 1966 – Heja Roland
- 1966 – Ormen
- 1967 – Kullamannen (TV-serie)
- 1969 – Porträtt av en stad
- 1970 – Rötmånad
- 1971 – Utvandrarna
- 1972 – Stora skälvan (TV-serie)
- 1972 – Nybyggarna
- 1974 – De tre från Haparanda (TV-serie)
- 1974 – En enkel melodi
- 1975 – En kille och en tjej
- 1975 – Maria
- 1975 – Smurfarna och den förtrollade flöjten
- 1976 – Mina drömmars stad
- 1976 – Drömmen om Amerika
- 1980 – Mannen som blev miljonär
- 1980 – Lille Virgil och Gusten Grodslukare
- 1981 – Rasmus på luffen
- 1981 – Sopor
- 1981 – Pelle Svanslös (röst)
- 1982 – Klippet
- 1982 – Pilsner & piroger
- 1983 – P&B
- 1983 – Mot härliga tider
- 1985 – Pelle Svanslös i Amerikatt (röst)
- 1985 – Lights Please
- 1986 – Alla vi barn i Bullerbyn
- 1988 – Sommarens tolv månader
- 1990 – Black Jack
- 1994 – Händerna
- 1994 – Cool
- 1995 – En nämndemans död (TV-serie)
- 1996 – Juloratoriet
- 1997 – Slutspel
- 1999 – Jakten på en mördare
- 2000 – Soldater i månsken
- 2002 – Ollebom
- 2002 – Mantra
- 2005 – Loranga, Masarin & Dartanjang
- 2006 – Små mirakel och stora
- 2007 – Saltön (TV-serie)
- 2012 – Dom över död man